# Grafschaft Bentheim
County of Bentheim (tiếng Đức: Grafschaft Bentheim) là một huyện (Landkreis) ở Niedersachsen, Đức. Các đơn vị giáp ranh (từ phía tây theo chiều kim đồng hồ) là: các tỉnh Hà Lan Overijssel và Drenthe, huyện Emsland, và các huyện Steinfurt và Borken ở Nordrhein-Westfalen.

## Lịch sử
Huyện này có lãnh thổ gần trùng với hạt Bentheim, một đơn vị thời đế quốc La Mã thần thánh và bị giải thể năm 1803.

## Địa lý
Sông Vechte chảy qua huyện theo hướng nam-bắc và chảy vào Hà Lan. Tất cả các đô thị chính ở huyện này đều nằm dọc theo con sông này.

## Các thành phố và đô thị
| Thành phố                                                       | Samtgemeinden | Samtgemeinden |
| --------------------------------------------------------------- | --- | --- |
| 1. Bad Bentheim 2. Nordhorn Free municipalities 1. Wietmarschen | - 1. Emlichheim 1. Emlichheim1 2. Hoogstede 3. Laar 4. Ringe - 2. Neuenhaus 1. Esche 2. Georgsdorf 3. Lage 4. Neuenhaus1, 2 5. Osterwald | - 3. Schüttorf 1. Engden 2. Isterberg 3. Ohne 4. Quendorf 5. Samern 6. Schüttorf1, 2 7. Suddendorf - 4. Uelsen 1. Getelo 2. Gölenkamp 3. Halle 4. Itterbeck 5. Uelsen1 6. Wielen 7. Wilsum |
|                                                                 | 1thủ phủ của Samtgemeinde; ²thị xã | |